# Спортивна гімнастика на літніх Олімпійських іграх 2004 — Вільні вправи (чоловіки)
Змагання у вільних вправах у рамках турніру зі спортивної гімнастики на літніх Олімпійських іграх 2004 року відбулись 22 серпня 2004 року.

## Призери
| Золото                 | Срібло                      | Бронза                   |
| Кайл Шевфельт · Канада | Маріан Драгулеску · Румунія | Йордан Йовчев · Болгарія |

### Фінал
| Місце | Гімнаст                 | Стартова оцінка | КНР  | Латвія | Португалія | Північна Корея | Угорщина | Ізраїль | Штраф | Результат |
| ----- | ----------------------- | --------------- | ---- | ------ | ---------- | -------------- | -------- | ------- | ----- | --------- |
|       | Кайл Шевфельт (CAN)     | 10.00           | 9.85 | 9.80   | 9.75       | 9.80           | 9.80     | 9.75    | —     | 9.787     |
|       | Маріан Драгулеску (ROU) | 10.00           | 9.70 | 9.80   | 9.85       | 9.75           | 9.80     | 9.80    | —     | 9.787     |
|       | Йордан Йовчев (BUL)     | 10.00           | 9.80 | 9.80   | 9.70       | 9.85           | 9.70     | 9.75    | —     | 9.775     |
| 4     | Хервасіо Деферр (ESP)   | 10.00           | 9.80 | 9.70   | 9.80       | 9.65           | 9.70     | 9.65    | —     | 9.712     |
| 5     | Пол Гемм (USA)          | 10.00           | 9.70 | 9.80   | 9.70       | 9.65           | 9.70     | 9.75    | —     | 9.712     |
| 6     | Дайсуке Накано (JPN)    | 10.00           | 9.70 | 9.75   | 9.70       | 9.70           | 9.75     | 9.55    | —     | 9.712     |
| 7     | Ісао Йонеда (JPN)       | 10.00           | 9.65 | 9.70   | 9.65       | 9.75           | 9.65     | 9.65    | —     | 9.662     |
| 8     | Морган Гемм (USA)       | 10.00           | 9.70 | 9.80   | 9.75       | 9.75           | 9.75     | 9.75    | 0.10  | 9.650     |